# Piscaderabaai
De Piscaderabaai ligt op 4 km ten noordwesten van het stadsdeel Otrobanda van Willemstad aan de zuidkust van Curaçao.
De baai heeft een smal strand en een doorgang naar een gelijknamige lagune. In het omliggend gebied genaamd "Piscadera" waren voorheen plantages gevestigd. Piscaderabaai diende als landingsplaats voor schepen en was, blijkens 17e-eeuwse kaarten, ook een populaire plaats om te vissen, met meer dan 400 verschillende vissoorten. In 1744 werd Fort Piscadera gebouwd met uitzicht op de baai vanuit het noordwesten.
Aan de zuidoever van de baai bevindt zich een aantal grote hotels met tennisbanen en casino's, waaronder het Floris Suite Hotel en de Hilton Curaçao en Marriott Beach resorts. Daaromheen liggen het Caribisch marien-biologisch onderzoeksinstituut, Caribbean Research and Management of Biodiversity Foundation (CARMABI), een congres- en handelscentrum, "World Trade Center Curaçao", en het recreatiegebied van Koredor met Moomba Beach en Parasasa.
In 1925 werd de baai met omliggend terrein door de overheid verkocht aan de Curaçaosche Petroleum Industrie Maatschappij (CPIM) om daar voor haar werknemers een moderne badplaats met logies tot ± 20 personen in te richten. In 1941 werd de "Piscaderaclub" opgericht, een beachclub met accommodatie tot 100 bedden, die vervolgens in de jaren 80 door het Curaçao Hilton hotel werd overgenomen. Na de Tweede Wereldoorlog heeft de CPIM de baai en omliggend terrein weer overgedragen aan de overheid ten behoeve van de ontwikkeling van het toerisme.

## Afbeeldingen

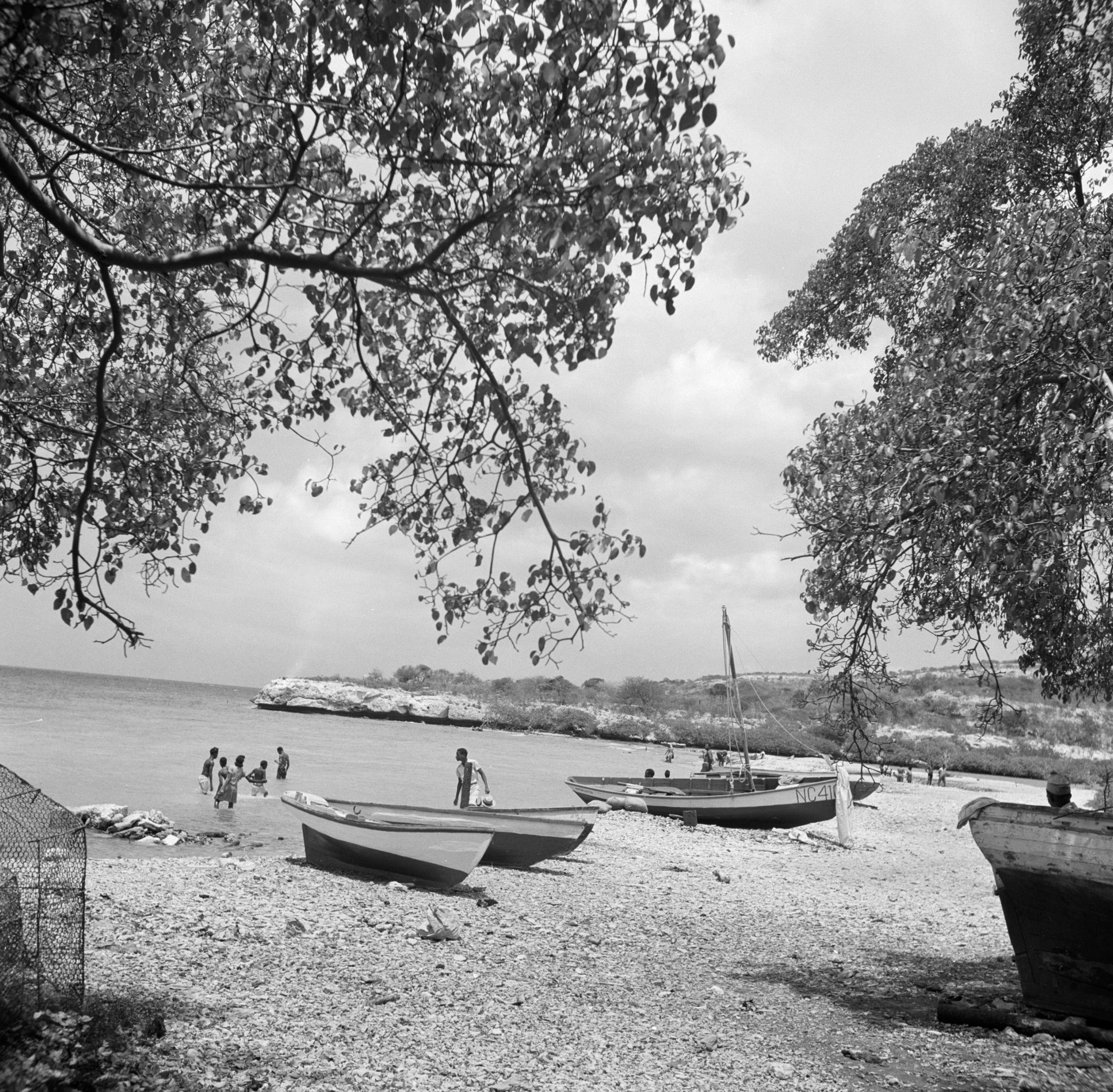
Vissersboten te Piscaderabaai (1947)
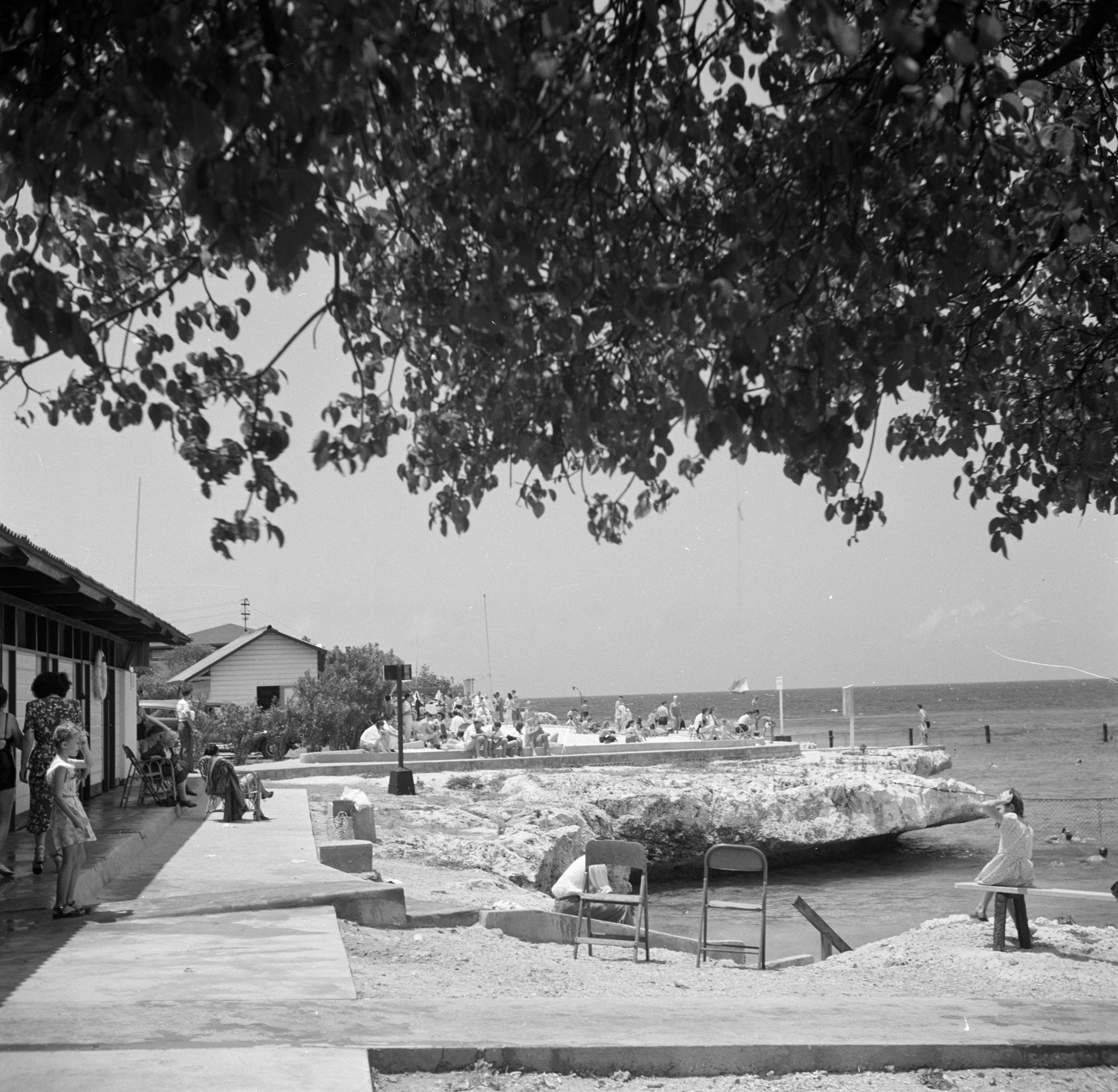
De Piscaderaclub (1947)
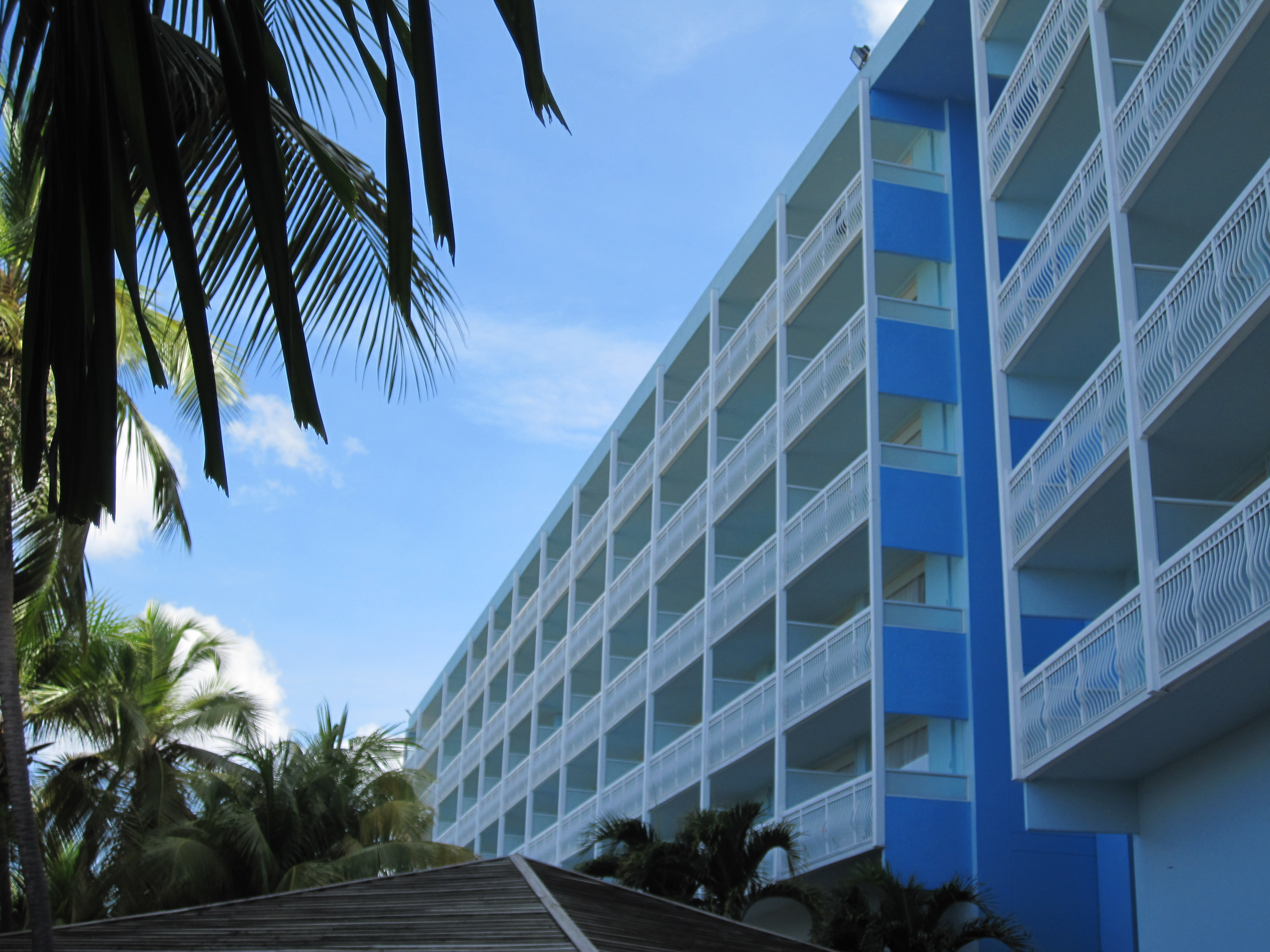
Curacao Hilton Resort te Piscadera